# 阿加剌银行
阿加剌银行（英語：Agra and United Service Bank Limited），又译作呵加剌匯理銀行，1833年成立于英属印度孟加拉的一家英印合资银行。1858年，已经将总行迁往伦敦的该银行利用皇家特许状进行了登记。
1854年，该银行在上海杭州路成立分行，经理卡德诺（John Cardno），曾发行有纸币。1855年，在广州设立分支机构。1857年，在香港设立分行。1864年，该银行与伦敦马士特曼·彼得斯·米尔得公司（Masterman，Peter，Milder and Company）合并，改组为“Agra and Masterman's Bank”（阿加剌和马士特曼银行，或译为“阿加剌与马士打文银行”）。1866年，该行受金融风潮影响破产，同年9月上海分行停业。
1870年，新的呵加剌银行（Agra Bank Ltd.）通过招股集资成立。同年5月12日，上海分行复业。此后又分别于1875年在福州，1880年在汉口，1885年在九江，1887年在烟台芝罘设立分支机构。:31893年7月21日，该银行再度停办。